# David Rintoul
David Rintoul, nacido David Wilson (Aberdeen, 29 de noviembre de 1948), es un actor de teatro y televisión británico. 
Estudió en la Universidad de Edimburgo y ganó una beca para estudiar en la Royal Academy of Dramatic Art en Londres.
Rintoul está casado con la actriz Vivien Heilbron.

## Papeles seleccionados en teatro
- Epsom Downs, 1977
- The Speculator por David Greig, 1999.[2]
- Remembrance of Things Past, 2001.
- Dirty Dancing como Dr. Jake Houseman.
- Gaslight
- Andersen's English, 2010.

## Papeles seleccionados en televisión
- Taggart (2 episodios, 1990 y 2005)
- Hornblower como Dr. Clive, Ship's Surgeon (2001 y 2003)
- Doctor Finlay como Dr. John Finlay (1993–1996)
- Alleyn Mysteries como Sir John Phillips (1993)
- Agatha Christie's Poirot -The Mysterious Affair at Styles como John Cavendish (1990)
- Pride and Prejudice  como Fitzwilliam Darcy
- Captain Pugwash
- The Big Knights como Sir Boris
- Peppa Pig como Gran Perro, Señor Toribio y Doctor Oso Brown
- Ben and Holly's Little Kingdom
- Game of Thrones como Aerys II Targaryen "El rey loco" (Flashback)